# Living for the City
«Living for the City» — песня американского певца и музыканта Стиви Уандера с его альбома 1973 года Innervisions. Альбом вышел в августе, а в ноябре эта песня была издана как сингл с него.
Стиви Уандер сам играл на этом треке на всех инструментах.
В США песня достигла 8-го места в чарте Billboard Hot 100. В ритм-н-блюзовом чарте того же журнала «Билборд» она поднялась на первое место.
В 2004 году журнал Rolling Stone поместил песню «Living for the City» в исполнении Стиви Уандера на 104-е место своего списка «500 величайших песен всех времён». В списке 2011 года песня находится на 105 месте.
Кроме того, «Living for the City» вместе с ещё тремя песнями в исполнении Стиви Уандера, — «Master Blaster (Jammin’)», «Superstition» и «Uptight (Everything’s Alright)», — входит в составленный Залом славы рок-н-ролла список 500 Songs That Shaped Rock and Roll.

## Чарты

### Недельные чарты
| Чарт (1973—1974)                           | Наив. поз. |
| ------------------------------------------ | ---------- |
| Великобритания (UK Singles Chart)          | 15         |
| Канада (RPM)                               | 17         |
| Новая Зеландия (New Zealand Singles Chart) | 18         |
| США (Billboard Hot 100)                    | 8          |
| США (Billboard Hot Soul Singles)           | 1          |
| США (Cash Box Top 100)                     | 6          |
| ФРГ (German Singles Chart)                 | 20         |

### Итоговые чарты за год
| Чарт (1974)                      | Позиция |
| -------------------------------- | ------- |
| Канада                           | 156     |
| США (Billboard Top Pop Singles)  | 44      |
| США (Billboard Top Soul Singles) | 27      |
| США (Cash Box)                   | 71      |